# Ewa Marciniak
Ewa Maria Marciniak (ur. 12 kwietnia 1959) – polska politolożka, doktor habilitowana nauk społecznych w zakresie nauki o polityce, wykładowczyni na Wydziale Nauk Politycznych i Studiów Międzynarodowych Uniwersytetu Warszawskiego, od 2023 dyrektor Centrum Badania Opinii Społecznej.

## Życiorys
W 2000 uzyskała na Uniwersytecie Warszawskim doktorat z pedagogiki, broniąc pracę Komunikacyjna funkcja milczenia ucznia w interakcji z nauczycielem (promotorka: Henryka Kwiatkowska). W 2013 habilitowała się tamże w dyscyplinie nauk o polityce na podstawie pracy Personalizacja zachowań wyborczych w Polsce w kontekście Modelu Preferencji Politycznych.
Pracowała w Zakładzie Socjologii i Psychologii Polityki Instytutu Nauk Politycznych UW. W latach 2005–2015 pełniła funkcję zastępczyni dyrektora INP ds. dydaktycznych a w latach 2016–2019 była dyrektorką tego Instytutu. Od 2019, po likwidacji INP, w Katedrze Socjologii Polityki i Marketingu Politycznego WNPiSM. Od 2021 pełnomocniczka Dziekana WNPiSM ds. równości.
Autorka publikacji z zakresu zachowań wyborczych, komunikowania politycznego oraz przywództwa politycznego. Zajmuje się też mechanizmami komunikacji społecznej z perspektywy szkoły systemowo-pragmatycznej oraz metodologią badań jakościowych w naukach o polityce. Jest pedagogiem dramy oraz certyfikowanym tutorem, a także trenerem umiejętności społecznych. 
Ekspertka Polskiej Komisji Akredytacyjnej w dyscyplinie nauki o polityce. Członkini Polskiego Towarzystwa Komunikacji Społecznej. W 2022 została przewodniczącą Rady Fundacji Centrum Badania Opinii Społecznej, a w 2023 została dyrektorem Centrum Badania Opinii Społecznej.
Została członkinią Komitetu Nauk Politycznych Polskiej Akademii Nauk na kadencję 2020–2023. Zastępczyni dyrektora Interdyscyplinarnego Centrum Badawczego UW Tożsamość-Dialog-Bezpieczeństwo.
Zasiada w radach programowych czasopism: Parliamentary Studies. Scholarly Journal, Studia i Analizy Nauk o Polityce –  KUL – Wydział Nauk Społecznych – Czasopismo „Studia i Analizy Nauk o Polityce” oraz w komitecie naukowym czasopisma: De Securitate et Defensione. O Bezpieczeństwie i Obronności.

## Wybrane publikacje książkowe
- Komunikowanie polityczne: wybrane zagadnienia, Warszawa: Instytut Nauk Politycznych Uniwersytetu Warszawskiego, 2012[13].
- Personalizacja zachowań wyborczych w Polsce w kontekście Modelu Zgodności Preferencji Politycznych, Warszawa: Dom Wydawniczy Elipsa, 2013, ISBN 978-83-7151-971-0.
- Nowe idee zarządzania publicznego: wyzwania i dylematy (red.), Warszawa: Dom Wydawniczy Elipsa, 2017, ISBN 978-83-8017-180-0.
- Przywództwo. Etyka. Polityka, (współredaktorka naukowa) Warszawa 2018, ISBN 978-83-8017-210-4.
- Wybory 2015. Charakterystyka psycho- i socjodemograficzna elektoratów głównych partii politycznych w Polsce, Warszawa 2019 (redaktorka naukowa), ISBN 978-83-8017-166-4.